# Genadij Zjuganov
Genadij Zjuganov (rus.: Геннадий Андреевич Зюганов), (Orel, 26. lipnja 1944.), ruski je političar. Od 1993. vođa je Komunističke partije Ruske Federacije a prije je bio član Komunističke partije Sovjetskog Saveza. Uglavnom ga podržavaju umirovljenici i siromašni seljaci. 
Na ruskim parlamentarnim izborima 2011., Komunističkoj partiji je skočila popularnost, dobivši 35 glasova više za ruski parlament, nego na prethodnim izborima. 
Na izborima za predsjednika 2000. Zjuganov se kandidirao dobivši oko 30% glasova. Na izborima za predsjednika 2004. nije se kandidirao prepustivši kandidaturi stranačkom kolegi Nikolaju Čaritonovu, koji je dobio puno manje glasova nego Zjuganov tijekom djelovanja u stranci. Zjuganov se kandidirao za predsjednika na izborima 2008. dobivši nešto više glasova nego što je to Čaritonov dobio 2004. Na predsjedničkim izborima 2012., Zjuganov je osvojio oko 17% glasova i tako bio drugi poslije Putina koji je osvojio oko 63% glasova birača.

## Vanjske poveznice
- (rus.) www.zyuganov.kprf.ru - službene stranice Genadija Zjuganova
- (rus.) Službene stranice Komunističke stranke Ruske Federacije